# Skala, Silistra
Skala (în bulgară Скала, în română Seid-Ali-Facî) este un sat în comuna Dulovo, regiunea Silistra, Dobrogea de Sud, Bulgaria. 
Între anii 1913-1940 a făcut parte din plasa Curtbunar a județului Durostor, România.

## Demografie
Componența etnică a satului Skala
     Turci (61,11%)
     Bulgari (37,87%)
     Nicio identificare (1,01%)
     Altele (0%)
La recensământul din 2011, populația satului Skala era de 198 locuitori. Din punct de vedere etnic, majoritatea locuitorilor (61,11%) erau turci, cu o minoritate de bulgari (37,87%). Pentru 1,01% din locuitori nu este cunoscută apartenența etnică.